# Ford World Rally Team
Ford WRT (рус. Форд, полное название с 2006 года Ford World Rally Team, рус. Форд Ворлд Ралли Тим, до 2006 года - Ford Motor Co) — американская автогоночная команда, представляющая собой подразделение автомобильной компании Ford Motor Company. В своем нынешнем виде, команда была образована в 1997 году, когда компания Ford Motor, дабы уменьшить издержки, но не уходить из чемпионата мира по ралли, создала альянс с компанией Malcolm Wilson Motorsport (ныне - M-Sport), сделав его команду своим заводским представителем в ралли. Первую победу, новообразованная команда, одержала в 1997 году на Ралли Акрополис.

## Структура команды

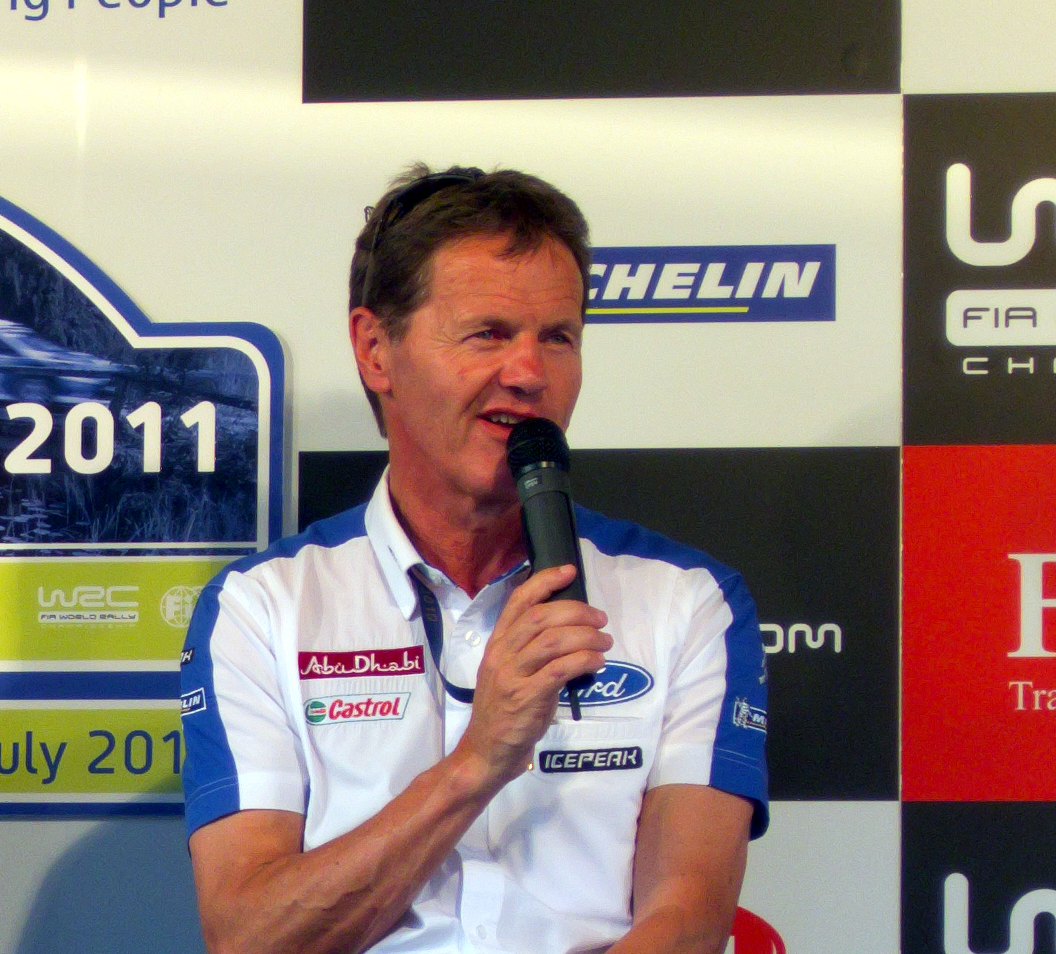
Глава команды Мальколм Уилсон на прессконференции Ралли Финляндии 2011.

### Управление
- Джерард Куинн (глава автоспортивного отделения европейского филиала компании Ford)[5]
- Мальколм Уилсон (руководитель команды Ford World Rally Team)
- Кристиан Лорио (технический директор)

### Технические партнеры
- Castrol
- Pirelli
- Sparco
- OZ Racing
- Beta
- Pulsar
- Recaro
- M-Sport
- Reiger Racing

## История

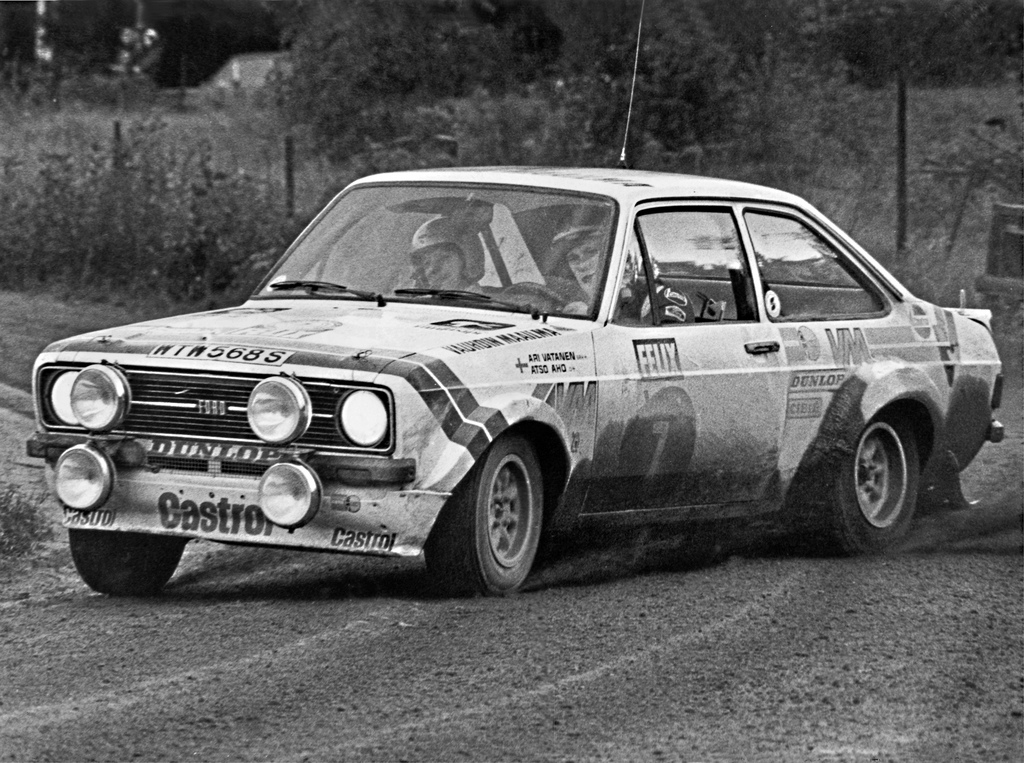
Ари Ватанен пилотирует Ford Escort RS1800 на Ралли Финляндии 1978 года.

История команды Форд в ралли, началась в середине 1960-х годов, когда руководство европейского отделения фирмы решило подготовить автомобиль, для участия в сильнейшем на тот момент чемпионате Европы. Успех пришёл практически сразу в виде 2-х выигранных командных первенств. 

В 1973 году, ФИСА утверждает регламент нового первенства - чемпионата мира по ралли, и руководство концерна Форд, решает развить успех, превратив команду в полноценного заводского представителя марки, на мировых раллийных трассах. В 1979 году, спустя шесть лет после дебюта, Форд достигает цели выиграв зачёт производителей и только что образованный Кубок FIA среди пилотов ралли (FIA Cup for Rally Drivers). Чемпионом мира стал швед Бьорн Вальдегорд, пилотировавший Ford Escort, а его напарник финн Ханну Миккола, отстав всего на одно очко, занял второе место. Спустя 2 года, Ари Ватанен смог повторить успех, взяв титул чемпиона на Escort RS1800. Однако, с появлением на раллийных трассах автомобилей группы B, Форд начал сдавать позиции. Следующие десять лет, высшим результатом команды было лишь второе место, в сезоне 1988 года, в зачете производителей. Лишь в начале 1990-х, с появлением нового Ford Escort RS Cosworth, команда начала возвращаться в группу лидеров. Но, всё же прозябание на вторых ролях, тратя при этом большие деньги, не утраивало руководство Форда, и дабы уменьшить расходы, но остаться в чемпионате мира, в 1996-м году состоялась передача раллийной программы из рук заводской команды, в управление частной команды M-Sport, бывшего гонщика Малкольма Уилсона.

### Сезон 1998
Новый сезон 1998 года, ознаменовал окончательный уход легендарного Эскорта RS Cosworth, более 30-и лет ковавшего победы для команды. Последней гонкой машины должно было стать Ралли Великобритании, последний этап сезона, после чего команда начинала полноценную подготовку нового Форда Фокуса. На этот сезон были продлены контракты с прошлогодними пилотами: четырёхкратным чемпионом мира Юхой Канккуненом, присоединившемся к команде после ухода, в конце 1996-го года, команды Toyota и бельгийский пилотом Бруно Тьери.

Однако, несмотря на постоянную модернизацию, Эскорт уже не мог составлять конкуренцию соперникам, в борьбе за победы. Единственным достоинством автомобиля, была высокая надёжность, о чём говорят лишь два схода у Канккунена за весь сезон. И даже приход в команду, экс-чемпиона Ватанена, заменявшего травмированного Тьери, не смог улучшить ситуацию. Лишь на отдельных участках пилоты "голубого овала" могли составить некое сопротивление лидерам. Так на Ралли Акрополиса, Тьери сумел захватить лидерство в начале, но вскоре быстро откатился назад и сошёл. 

Итоги сезона были не утешительны: 4 место в зачёте производителей, лишь впереди дебютантов из СЕАТа, и уход обоих пилотов в стан Субару. Единственными позитивными моментами, этого по сути переходного сезона, стали, громкий приход Колина МакРея, и окончание работы над новым Фокусом WRC.

### Сезон 1999
Новый сезон, команда начинала полностью обновлённой: на смену Эскорту пришёл Форд Фокус WRC, подготовленный M-Sport, за руль которого сел новобранец Форд Колин Макрей, и в довершение с новым титульным спонсором компанией Martini. Фокус WRC дебютировал на ралли Монте-Карло в январе, где пару Макрею составил француз Симон Жан-Жозеф. Первый же этап Макрей закончил на подиуме, одержав несколько побед на СУ, однако позже он был дисквалифицирован, в связи с не соответствием водяного насоса, техническому регламенту.
В целом итоги сезона были противоречивыми: машина зарекомендовала себя быстрой, однако обладала большим количеством "детских болезней", вследствие чего Макрей смог стать только шестым в общем зачёте.

### Сезон 2000
В начале года, в команду вернулся двукратный чемпион Карлос Сайнс, после того как Тойота, за которую испанец выступал два последних года, решила свернуть раллийную программу и перейти в Формулу-1. Испанец присоединился к Макрею, который продлил контракт и итальянцу Пьеро Лиатти, подписавшего соглашение о выступление на асфальтовых этапах. Сайнс и Макрей, за рулем Focus WRC, стали 3-м и 4-м соответственно, в личном зачете, и принесли Форду 2-е место в зачете производителей, вслед за командой Пежо.

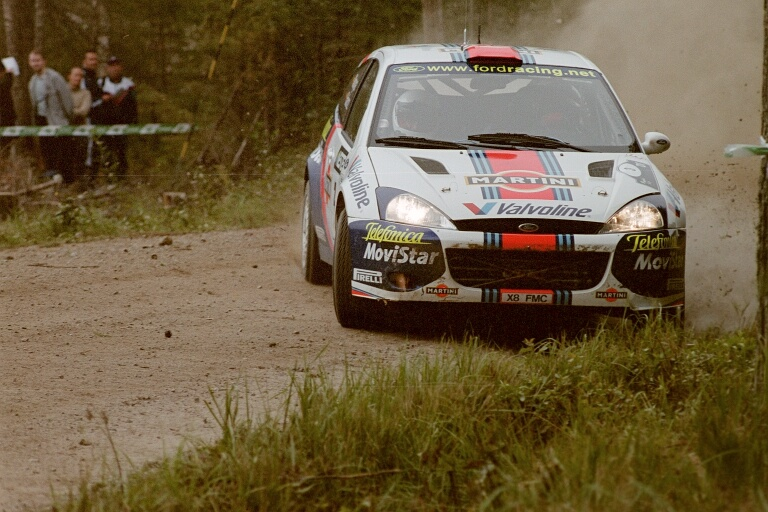
Карлос Сайнс на Ралли Финляндии 2001

### Сезон 2001
Макрей и Сайнс были подтверждены на сезон 2001 года, также, на место регулярного третьего пилота, был подписан контракт с известным французским раллистом Франсуа Делекуром, уже выступавшим за Форд в начале 90-х, и ставшего вице-чемпионом 1993 года. Сезон McRae в колебались между длительным бессмысленно работать на первых сезона раундов, в том числе выхода на пенсию на сезон открытия ралли Монте-Карло в то время как ведущие случае с Томми Мякинен и бегом из трёх побед подряд на аргентинское, кипрские и греческие события, Последний поставив его в качестве совместных лидер чемпионата с Мякинен на полпути через сезон. Ведущие точки таблице прямо при входе в свой последний тур дома, однако, привело McRae в начальной стадии только к краху из событий, что позволяет последовательно точки, забив Richard Burns красться мимо него за титул. Форд также потеряли возможность для названия производителей на этом мероприятии, так как конкуренты Peugeot добилась решающего 1-2 заканчиваются Маркус Гронхольм и Харри Rovanperä.
Сайнс, тем временем, пережил Уинлесс, но не полностью неконкурентоспособной сезона, даже оставаясь аутсайдером на звание входе в финале. Крах своей поставил крест на таких амбициях, с испанцем падению на шестое место в точках турнирной таблице, с 33 точек.

### Сезон 2002
McRae и Сайнс перегруппировались для окончательного сезона оба водителя с Фордом в 2002 . Одновременно мальчик Markko Мартин заменил Delecour как третьего пилота команды, оказавшись вытесняются присутствием Ричард Бернс и Петтер Сольберг на бывшей команды Subaru.
Третье место Сайнс в чемпионате четвёртое место бить его шотландского товарища по команде в турнирной таблице. Его единственная победа году пришёл на этот год Ралли Аргентины, которое он унаследовал после вряд ли исключение, как первоначально 1-2 отделки доминирующим работ Пежо Маркус Гронхольм и англичанина Бернса. Макрей начал свой сезон с четвёртого места на ралли Монте-Карло, но он получил травму руки, когда он упал на Тур де Корс, который оставил ему мешают и пытаются в одной точке, забил отделка на следующий асфальт тур в Испанию. Травма беспокоится за Сайнс, тем временем, пришёл не от себя, но и в виде длительных штурман Луис Мойя, который был вынужден прекратить свою непрерывную год от года цепочку выступления со своим соотечественником, чтобы восстановиться, с Марк Марти в активизации для домашнего ралли двукратного чемпиона мира. Интрузивные парковка зрителя на события ослеплен Сайнс, в результате чего он в конечном итоге аварии из. С Фордов, первоначально преобладали этап раз в первый грубый гравий событием года в Кипр в частности, путём McRae, Мартин и Франсуа Дюваль, последовательных выхода на пенсию оставил McRae в качестве единственного оккупанта из ведущих для Голубого овала, которые он потерял после того, как Число несчастных шунтов которые в конечном итоге оставить себе держась просто шестое место в целом, и два завода Пежо в 1-2 отделочники на этом мероприятии.
После того, как, возможно, случайные победы аргентинской Сайнс, в McRae возобновил свою роль в качестве победителя ралли на Акрополь и Safari митинги. Первый успех пришёл, несмотря на изначально быть неожиданно привела на стадиях властный Мартин, а второй, достигнутый со знаменательной случаю пятидесятой управлением легендарного выносливость событие, и его последний на чемпионате мира по ралли уровне, в ретроспективе оказались Последняя победа карьеры McRae и валлийский штурман Ники Грист, по иронии судьбы в тот день, когда шотландец стал первым гонщиком чемпионата мира, чтобы достичь четверть века отметки отдельных WRC побед, и пришёл к одинокому как самый успешный водитель в История Чемпионата мира по ралли.
Несмотря на профиль этих достижений, так и McRae Сайнс были покинуть команду в конце года, как товарищи по команде, чтобы потом менее опытный Себастьен Леб на новом чемпионате полный рабочий день, Citroën.

### Сезон 2003

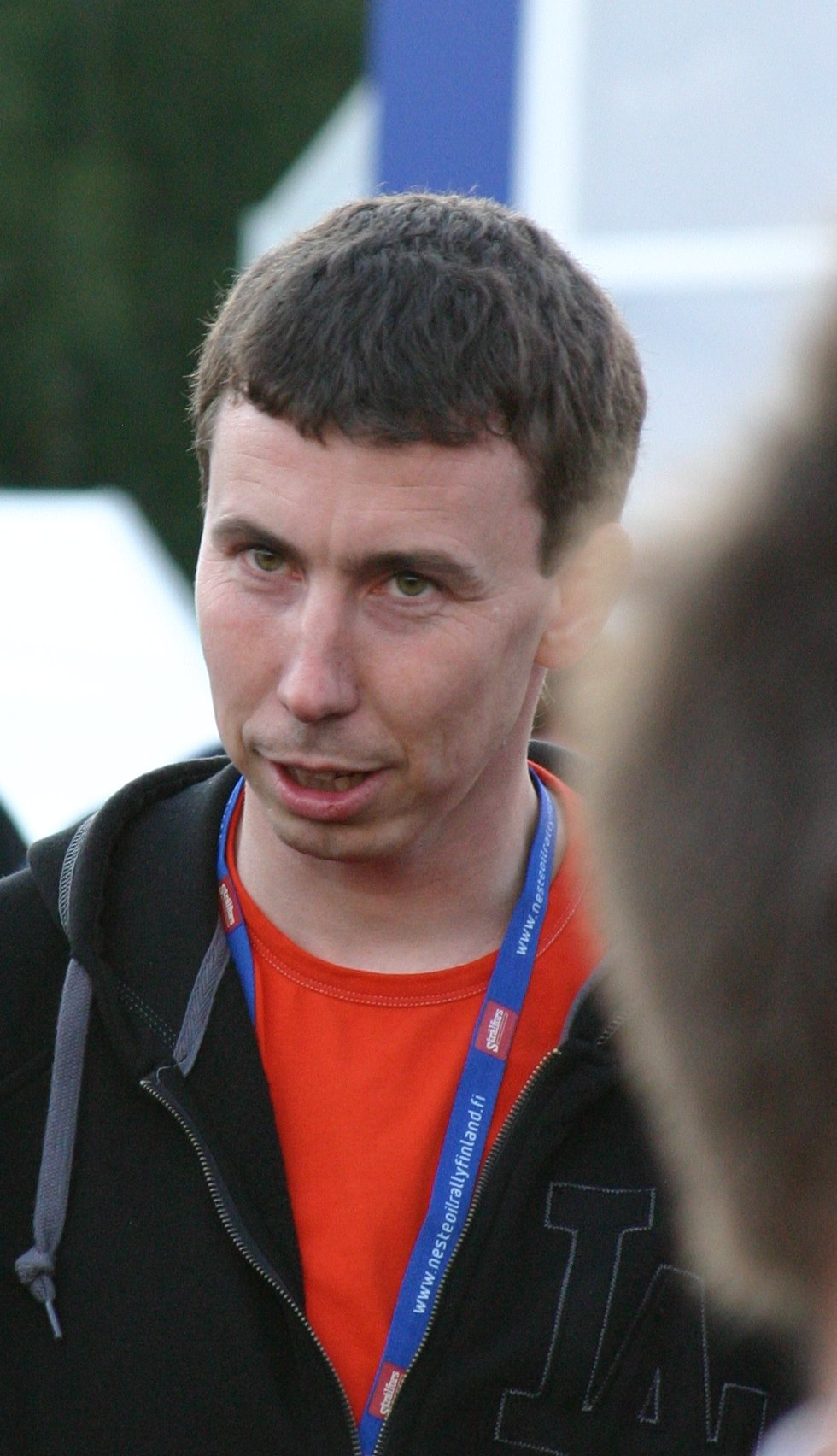
Маркко Мартин

В отсутствие ушедшего McRae и Сайнс, Ford решил продвигать их младшие поддержки драйверов, эстонский Markko Мартин и бельгийский Франсуа Дюваль, их первых двух мест. Сравнительно тщательную редизайн Фокус дебютировал в 2003 году на ралли Новой Зеландии, где Мартин, в частности, доказывается непосредственно конкурентоспособными, ведущих только позже вынужден уйти в отставку с двигателем проблемы. Новый лидер команды сделал одержал свою первую из пяти карьеру ралли побед на этот год Акрополь ралли, однако (несмотря на резкое середине этапа момент он и штурман Майкл Парк, когда капот автомобиля неожиданно взлетел), а также стать только третьего не- скандинавских победитель Ралли Финляндии, в прошлом 1000 озёр ралли.
Младший Дюваль, тем временем, как это было публично предсказан босс команды Малкольм Уилсон, обеспеченных подиум в этом году Тур де Корс, забив свой первый подиум в начале этого года в Турции.
Два водителя закончил сезон на 4-й и 9-е места соответственно в зачете ".

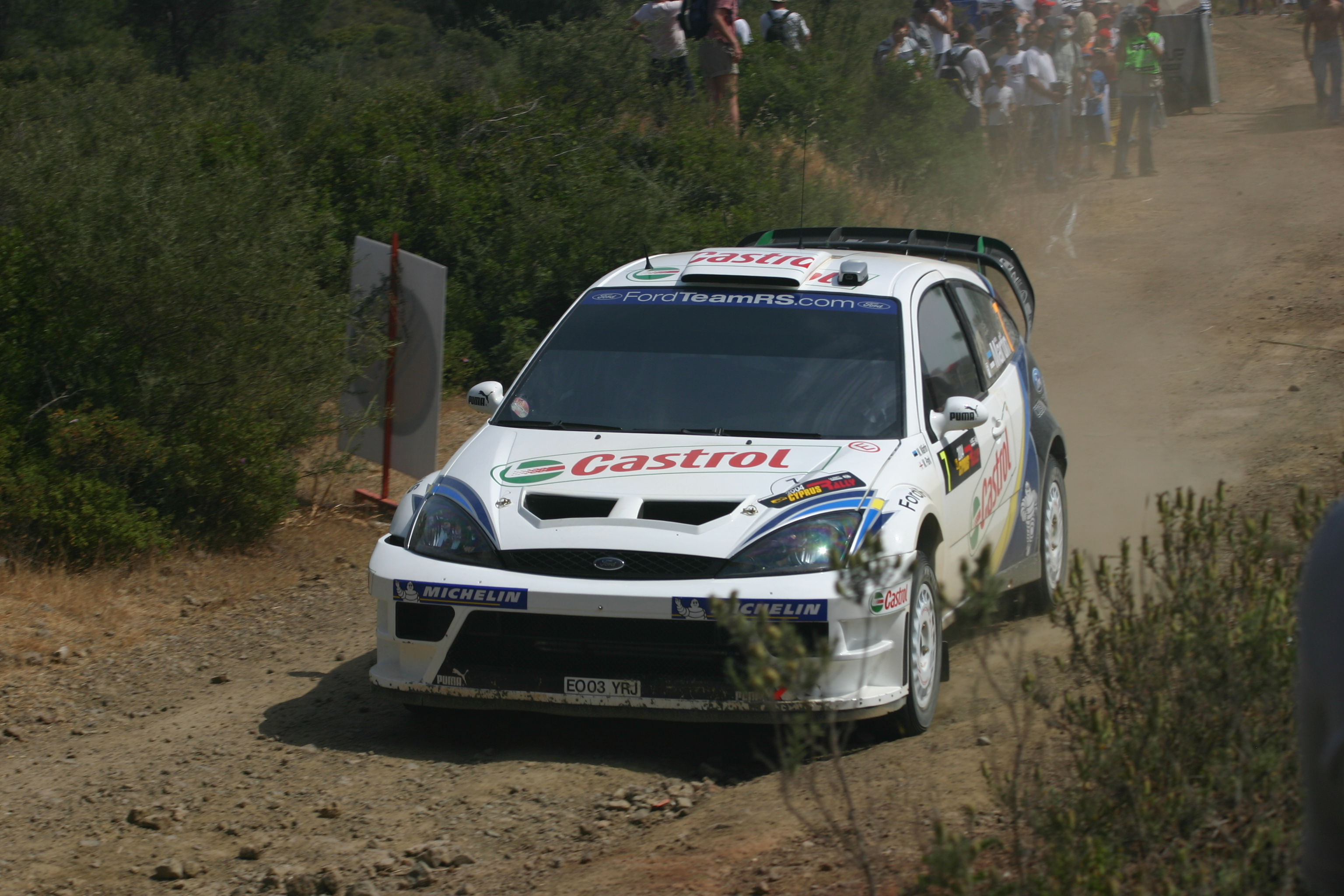
Маркко Мартин на Ралли Кипра 2004.

### Сезон 2004
Форд продлил контракты боевых пилотов на 2004 год с Мартиным и Дювалем. По ходу сезона, эстонец сумел выиграть французский, испанский и мексиканский этапы, благодаря чему стал бронзовым призёром чемпионата. Дюваль закончил сезон шестым, что в совокупности позволило команде занять 2-е место в общем зачёте позади соперников из Ситроена. Но из-за промедления руководства компании Форд, насчёт решения о продолжение раллийной программы, оба пилота покинули команду, перейдя соответственно в Peugeot (Мартин) и Citroën (Дюваль).

### Сезон 2005

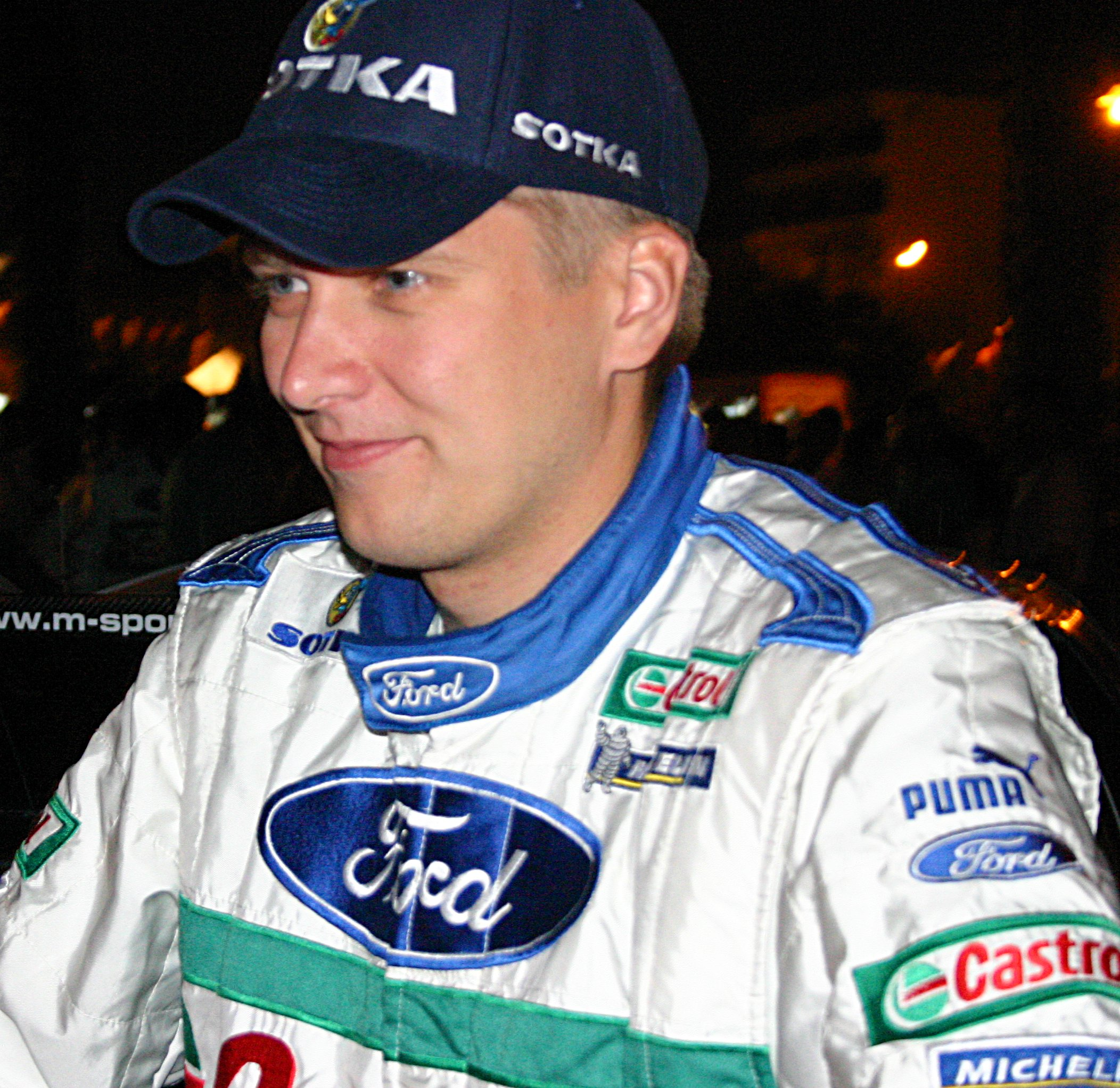
Тони Гардемайстер на Ралли Кипра 2005

Сезона 2005 года увидел Форда взять на себя два относительно неопытных водителей, финн Тони Гардемайстер и чешской Римско Kresta. Гардемайстер достигнута подиумов на ралли Монте-Карло, Ралли Швеции, Acropolis Rally и Тур де Корс. [1] лучший Kresta индивидуальных результате митинга была шестой, которых он достиг на пять событий. Дуэт соответственно закончена в 4 и 8 места в зачете чемпионата. Кроме того, группа успешно внедрена в 2006 году автомобиль, Ford Focus, RS WRC 06 на заключительном митинге года в Австралии, где, несмотря на некоторые проблемы прорезывания зубов, сразу было быстро, как и Гардемайстер Kresta и достигла стадии быстрого время митинга.

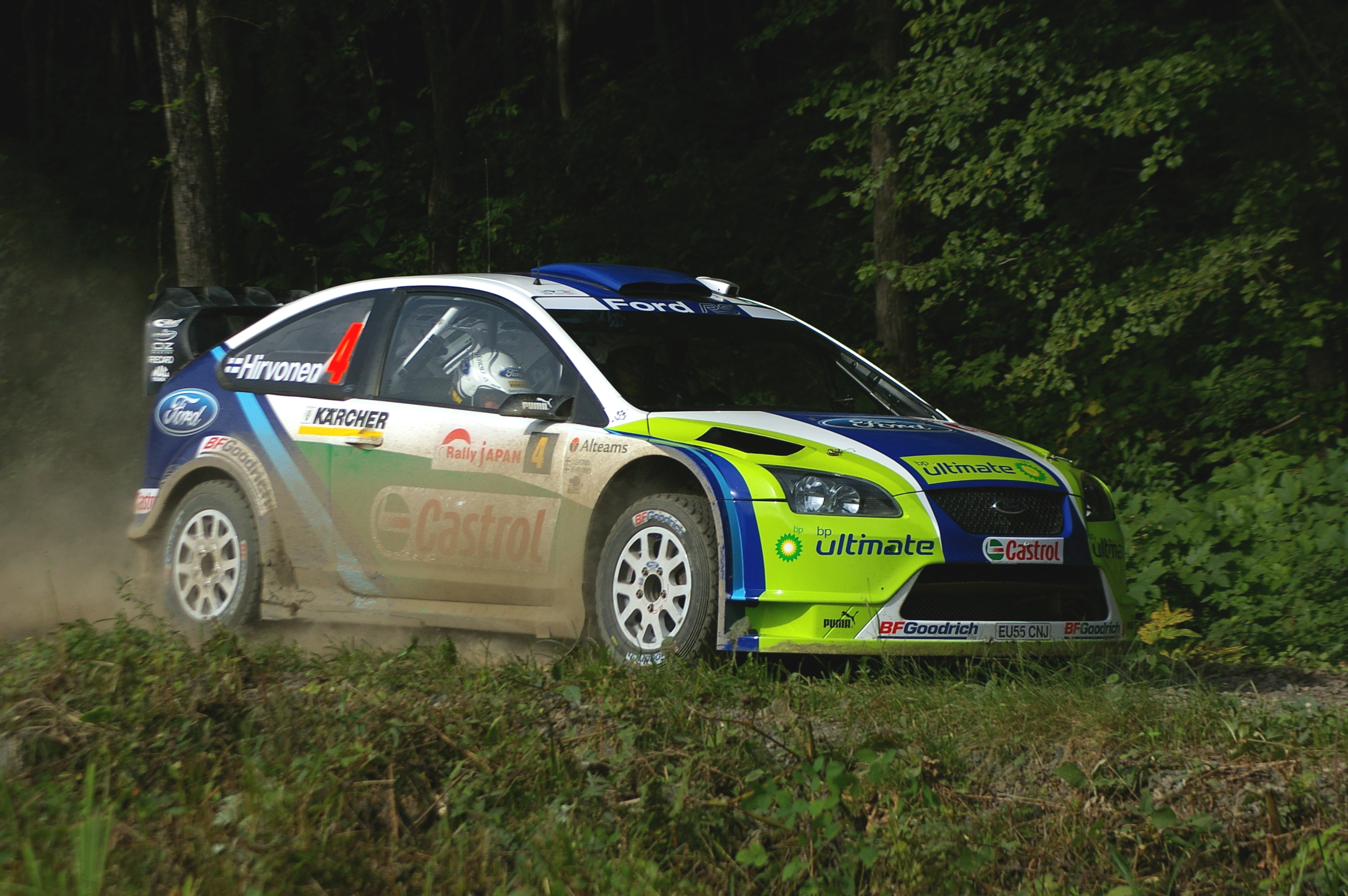
Микко Хирвонен на Ралли Японии 2006.

### Сезон 2006

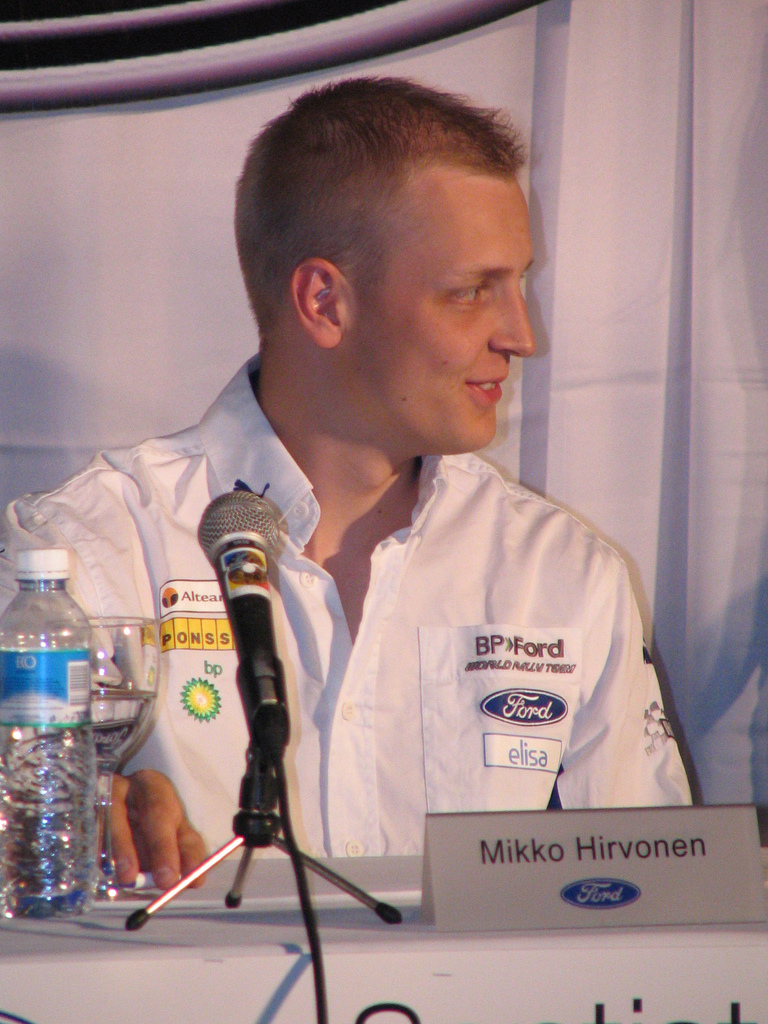
Микко Хирвонен на Ралли Аргентины 2006.

Участников команды на сезон 2006 года являются новом облике, все финские команды 2000 и 2002 чемпион Маркус Гронхольм, codriven по Тимо Раутиайнен, и мальчик Микко Хирвонен, который возобновил свою связь с M-Sport выполнения команды в первом время с 2003 года, по codriven Ярмо Лехтинен. [1] Гронхольм присоединился к команде Peugeot, с которым, как и планировалось, он закончил свою ассоциацию после совместного выхода из спорта и группы PSA марок. Он выиграл свои первые два события для команды на ралли Монте-Карло и шведских ралли, но тесно тень на обоих из них, двукратный чемпион и теперь водитель с полу-работ Kronos Citroen, Себастьян Леб, который вскоре утверждать себя достаточно для того, чтобы обогнать финна в точках турнирной таблице. Несмотря на дальнейшие победы, в том числе Греции и Финляндии, Гронхольм не приходя в чемпионате провод от француза и, за исключением Хирвонен в Австралии, два доказал только два водителя достойны отдельного победы ралли весь сезон. Хотя с четырёх раундов оставшиеся и 34 очков, травмы Леб из горных велосипедах аварии вскоре после Ралли Кипра появился предложить Гронхольм шанс, чтобы закрыть дефицит, название проблемы финн был, наконец, математически закончился аварии на предпоследнем тур в Австралию.
Его команда, однако, извлечь выгоду из отсутствия Леб против теперь ослаблено Kronos Citroen оставили зависеть от двух своих неопытных испанцев, Ксавье Понс и Даниэль Сордо (хотя команда изначально призваны Colin McRae заменить Леб на первое мероприятие без него, в Турции). Ford, уже догоняют точки привести в связи с комбинированной знания по гравию своих двух старших водителей, вскоре освобожден лидерство в чемпионате они никогда не терять, достигая наибольших успехов в завоевании титула производителя, первая такая победа Форда с 1979 .

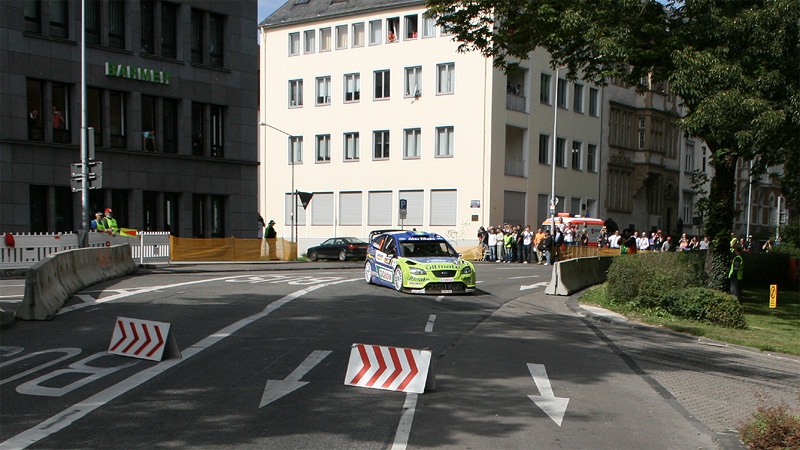
Маркус Гронхольм на Ралли Германии 2007.

### Сезон 2007
Основной участников команды на 2007 не изменились с 2006 года. После просмотра его противник в предыдущем году, Себастьян Леб, вернуться к победе пути на официальном возвращении +2003 - +2005 производителей чемпионат наград заводе Citroen команды на сезон одноактная пьеса в Монте-Карло, Гронхольм последовать своему третье место, выиграв впервые в этом сезоне в Швеции в феврале, и привели его противник, теперь вождение вновь омологированный Citroën C4 WRC в зачете более после чемпионата Ралли Финляндии летних каникул (событие также случайно выиграл Гронхольм, для записи избиения седьмой раз, чтобы и дальше расширять свою точку свинца).
К сожалению, для водителей чемпионата амбиции и Голубого овала озабоченность и Гронхольм, однако, того, объявил о своей грядущей уходе из WRC конкурса в конце сезона, старший Финн был страдать раннего выхода на Ралли Японии, при этом сдаются давнюю лидерство в турнирной таблице с Леба. Гронхольм затем шунтируется его Focus, стуча себя кратко бессознательного, на асфальте стадии первого Ралли Ирландии и предпоследнем туре этого года. В сочетании с противником Леб наград, это означало практически невозможно точек дефицит на капитальный ремонт для быстро отделки финн снова пришёл сезон заканчивается Wales Rally GB. Это привело к французу, решения для безопасной третьей на митинге ко второму Финна, торжествуя во второй длинный поединок между точками пары лет подряд. Ford, однако, опираясь на поддержку партнера по команде Хирвонен продолжение превосходство на свободную поверхность события по его коллега Citroen Даниэль Сордо, запечатал успешной защиты Кубке Конструкторов. Между тем, Хирвонен, в свою очередь, в дополнение к прекращению сезон в стиле возглавляют табель учёта рабочего времени после соревнований на три дня в Уэльсе, также ранее принятые второго и третьего мира по ралли карьере победы в Норвегии и Японии.
В половине этапа пути в 2007 году чемпионата мира по ралли, совместное предприятие BP-Ford и Абу-Даби по туризму было объявлено, чтобы принести третий официальный Ford Focus RS World Rally Car кампании команды. Халид AlQassimi и его штурман Ники Бук оспорил масло Neste Rally Финляндии, ADAC Rallye Deutschland, Ралли Каталонии РСК-Коста Дорада и Ралли Ирландии. [5]
За работу в сезоне 2007 года, BP Ford и M-Sport получил Ралли Бизнес года премия промышленности Motorsport ассоциации.

### Сезон 2008

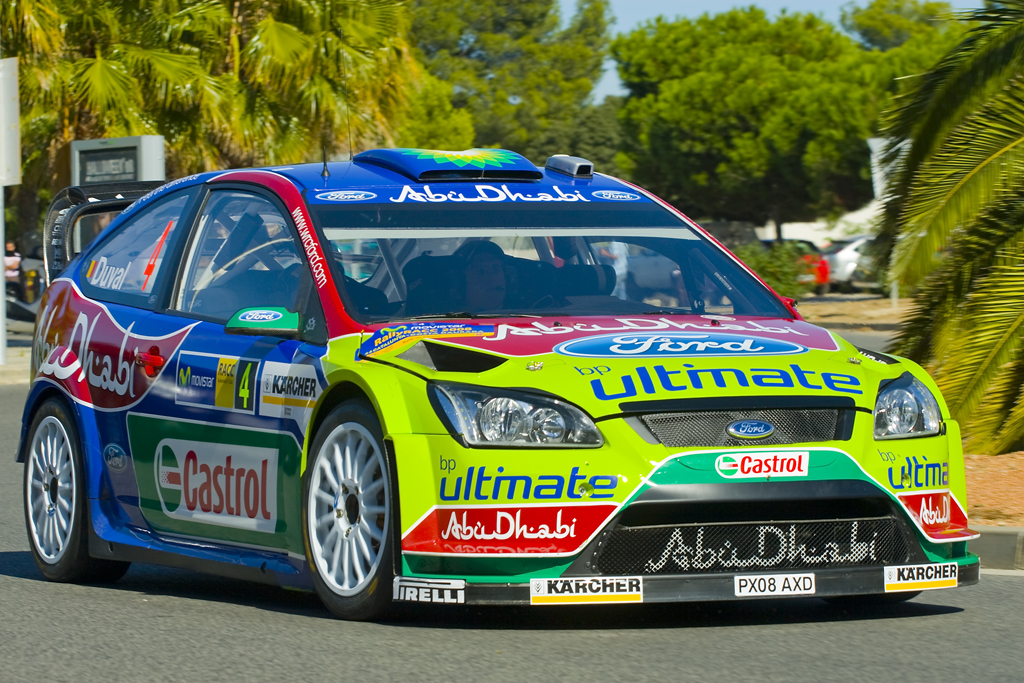
Ford Focus RS WRC 08

Микко Хирвонен и Штурман Ярмо Лехтинен возобновил неявной роли в команде ведущих экипажа наряд Камбрии для сезона 2008 года, после того, как Маркус Гронхольм и codriver Тимо Раутиайнен избран на пенсию после сезона 2007 года, [7] с более опытными Финн позже будет обнаружены речные для Форда в ралли и поддержания его связи с BP-Ford WRT команда «послов роль". [8] Хирвонен был присоединен в новом облике M-Sport составе другой парень финский водитель, Яри-Матти Латвала, который вышел на вакантные причала от своего бывшего места на спутнике Stobart Форд команды. [9] Халид AlQassimi вернулся с программой из десяти событий 2008 года WRC календарь на борту третий автомобиль. Его штурман Ники Бич, был заменен Майкл Орр, бывший штурман на Мэтью Уилсон. [10]
Сезон вышел на многообещающее начало для финских водителей, Хирвонен занимает второе, казалось бы, вездесущий Леб на Ралли Монте-Карло в январе, до Латвала разрушены Генри Тойвонен "с давних записей, как молодой чемпионата мира по ралли-квалификационный событие победитель по опережает Хирвонена к победе на следующих ралли Швеции. Хирвонен собрал свою первую победу в году на Ралли Иордании и под руководством Латвала в проницательно тактически судить Форд 1-2 на Ралли Турции утверждать, стройный пунктов опережает Леба Citroen в статье в обоих финнов дома туре чемпионата в августе. К сожалению, для Ford, однако, ни Хирвонен ни Латвала смогли победить Леба, с доминирующей в настоящее время француз приступить к записи своего восьмого и девятого побед в этом сезоне на Новую Зеландию, испанский и корсиканского ралли. Для двух последних, асфальт раундов, босс команды Малкольм Уилсон составлен в, на месте Латвала, pacy бельгийских и одноразовой полной пилот время Форд команде, Франсуа Дюваль, в целях обеспечения максимальной точки расстояния команды на поверхности традиционно благоприятный на своих французских конкурентов.
Хотя Хирвонен вернулся к победе форму, чтобы возглавить Форд 1-2 с Латвала в Японии, это было на том же мероприятии, где Леб финишировал третьим, наконец, клинч титул водителей, хотя команда сделала близко, чтобы в одиннадцать очков от Citroen в производителей чемпионской гонке, с возможной общей сложности восемнадцать-прежнему доступны, так как сезон заканчивается Wales Rally GB маячил в декабре.

### Сезон 2009
Хирвонен, Латвала и аль-Касими были сохранены в команде. Соперником команды Citroën получила своё время на хороший старт, Себастьен Леб выиграл все пять первых митингах. После того, заняв третье место в Ирландии, Хирвонен одержал четыре подряд второе место заканчивается, но ушёл в отставку в Аргентине с двигателем проблемы. Команда выиграла свой первый митинг в этом сезоне в Италии, Латвала избиение Хирвонен. Хирвонен потом взял четыре подряд победы, дав ему пять очков за Леб с двух раундов, чтобы пойти. Хирвонен финишировал третьим в Испании и взял одну точку лидерство в чемпионате до финала в Великобритании. Тем не менее, Леб победил его к победе в Великобритании, выиграв чемпионат. Хирвонен занял второе место в турнирной таблице с четвёртого Латвала. Форд занял второе место в производителей за первенство Citroën.

### Сезон 2010

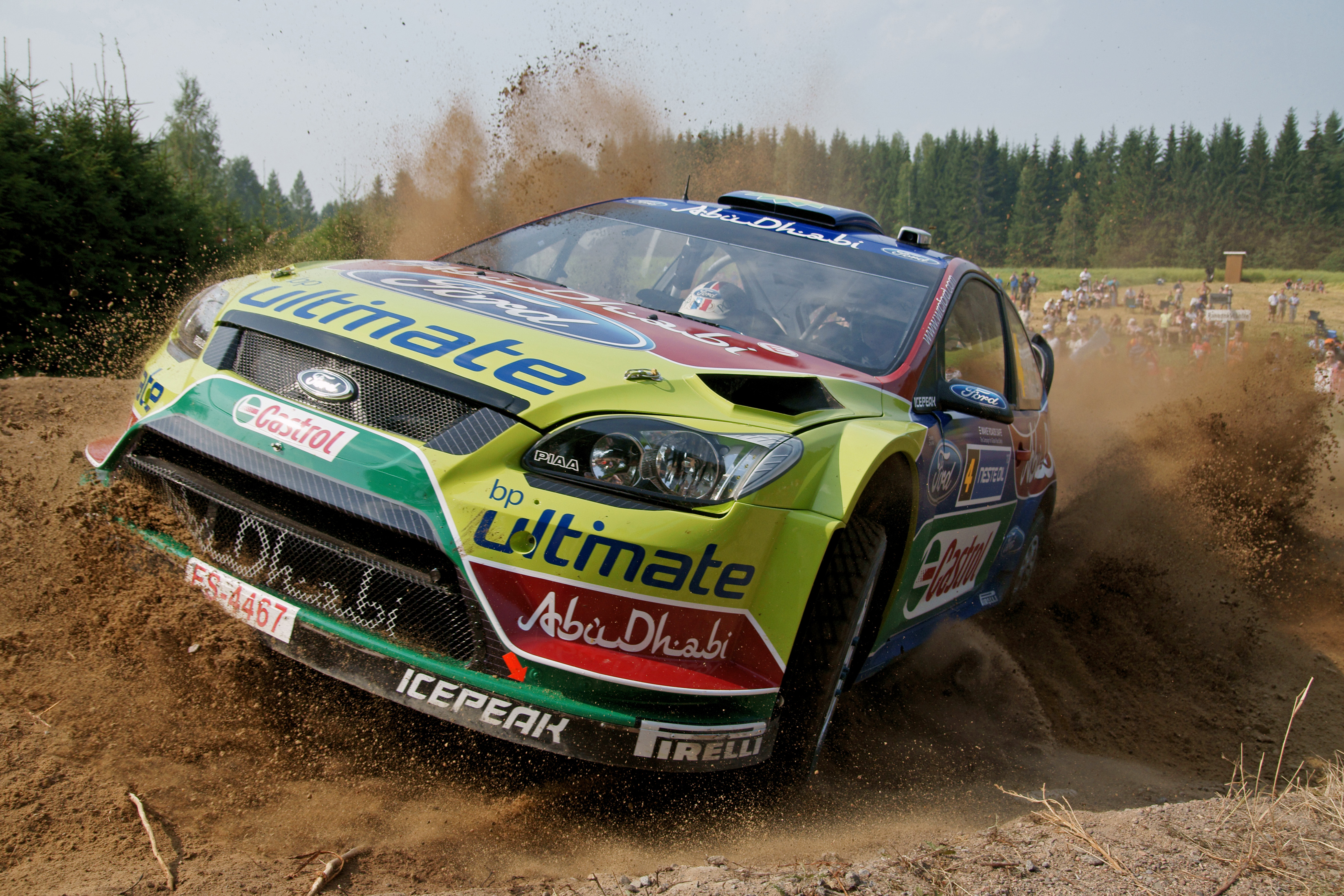
Яри-Матти Латвала на Ралли Финляндии 2010.

Хирвонен, Латвала и Халид Аль Кассими сохранили свои места в команде, на сезон 2010. Несмотря на довольно сильно начатый старт сезона, когда на Ралли Швеции, Хирвонен и Латвала заняли первое и третье места, уже на следующем этапе в результатах команды наметился очевидный спад - в Мексике пилоты Форд, были только четвёртым и пятым соответственно, в то время как пилоты Ситроена заняли весь подиум. Итогами сезона, стали 2-е место Яри-Матти, с более чем сотенным отставанием от Лоэба, и 5 место Хирвонена, уступившего не только заводским пилотам Ситроена, но и ставшему "частником", Петтеру Сольбергу.

## Результаты выступлений
Здесь показаны результаты команды Ford World Rally Team, начиная с 1997 года
| Сезон                              | Пилот              | Автомобиль                                | Победы | Место в ЛЗ | Место в ЗП |
| ---------------------------------- | ------------------ | ----------------------------------------- | ------ | ---------- | ---------- |
| Ford World Rally Team              |                    |                                           |        |            |            |
| 2012                               | Петтер Сольберг    | Ford Fiesta RS WRC                        | 0      | 5          | 2          |
| 2012                               | Яри-Матти Латвала  | Ford Fiesta RS WRC                        | 2      | 3          | 2          |
| Ford Abu Dhabi World Rally Team    |                    |                                           |        |            |            |
| 2011                               | Микко Хирвонен     | Ford Fiesta RS WRC                        | 2      | 2          | 2          |
| 2011                               | Яри-Матти Латвала  | Ford Fiesta RS WRC                        | 1      | 4          | 2          |
| BP Ford Abu Dhabi World Rally Team |                    |                                           |        |            |            |
| 2010                               | Микко Хирвонен     | Ford Focus RS WRC 09                      | 1      | 6          | 2          |
| 2010                               | Яри-Матти Латвала  | Ford Focus RS WRC 09                      | 2      | 2          | 2          |
| 2010                               | Халид Аль Кассими  | Ford Focus RS WRC 09                      | 0      | 12         | 2          |
| 2009                               | Микко Хирвонен     | Ford Focus RS WRC 09 Ford Focus RS WRC 08 | 4      | 2          | 2          |
| 2009                               | Яри-Матти Латвала  | Ford Focus RS WRC 09 Ford Focus RS WRC 08 | 1      | 4          | 2          |
| 2009                               | Халид Аль Кассими  | Ford Focus RS WRC 09 Ford Focus RS WRC 08 | 0      | 12         | 2          |
| 2008                               | Микко Хирвонен     | Ford Focus RS WRC 08 Ford Focus RS WRC 07 | 3      | 2          | 2          |
| 2008                               | Франсуа Дюваль     | Ford Focus RS WRC 08 Ford Focus RS WRC 07 | 0      | 7          | 2          |
| 2008                               | Яри-Матти Латвала  | Ford Focus RS WRC 08 Ford Focus RS WRC 07 | 1      | 4          | 2          |
| 2008                               | Халид Аль Кассими  | Ford Focus RS WRC 08 Ford Focus RS WRC 07 | 0      | -          | 2          |
| BP Ford World Rally Team           |                    |                                           |        |            |            |
| 2007                               | Маркус Гронхольм   | Ford Focus RS WRC 07 Ford Focus RS WRC 06 | 5      | 2          | 1          |
| 2007                               | Микко Хирвонен     | Ford Focus RS WRC 07 Ford Focus RS WRC 06 | 2      | 3          | 1          |
| 2007                               | Халид Аль Кассими  | Ford Focus RS WRC 07 Ford Focus RS WRC 06 | 0      | -          | 1          |
| 2006                               | Маркус Гронхольм   | Ford Focus RS WRC 06                      | 7      | 2          | 1          |
| 2006                               | Микко Хирвонен     | Ford Focus RS WRC 06                      | 1      | 3          | 1          |
| 2005                               | Тони Гардемайстер  | Ford Focus RS WRC 06 Ford Focus RS WRC 04 | 0      | 4          | 3          |
| 2005                               | Микко Хирвонен     | Ford Focus RS WRC 06 Ford Focus RS WRC 04 | 0      | 10         | 3          |
| 2005                               | Роман Креста       | Ford Focus RS WRC 06 Ford Focus RS WRC 04 | 0      | 8          | 3          |
| 2005                               | Даниэль Сола       | Ford Focus RS WRC 06 Ford Focus RS WRC 04 | 0      | 22         | 3          |
| 2005                               | Хеннинг Сольберг   | Ford Focus RS WRC 06 Ford Focus RS WRC 04 | 0      | 14         | 3          |
| 2005                               | Энтони Вармбольд   | Ford Focus RS WRC 06 Ford Focus RS WRC 04 | 0      | 18         | 3          |
| 2005                               | Луис Перес Компанк | Ford Focus RS WRC 06 Ford Focus RS WRC 04 | 0      | -          | 3          |
| Ford BP Rallye Sport               |                    |                                           |        |            |            |
| 2004                               | Маркко Мартин      | Ford Focus RS WRC 03 Ford Focus RS WRC 04 | 3      | 3          | 2          |
| 2004                               | Франсуа Дюваль     | Ford Focus RS WRC 03 Ford Focus RS WRC 04 | 0      | 6          | 2          |
| 2004                               | Янне Туохино       | Ford Focus RS WRC 03 Ford Focus RS WRC 04 | 0      | 9          | 2          |
| Ford Rallyesport                   |                    |                                           |        |            |            |
| 2003                               | Маркко Мартин      | Ford Focus RS WRC 02 Ford Focus RS WRC 03 | 2      | 5          | 4          |
| 2003                               | Франсуа Дюваль     | Ford Focus RS WRC 02 Ford Focus RS WRC 03 | 0      | 9          | 4          |
| 2003                               | Микко Хирвонен     | Ford Focus RS WRC 02 Ford Focus RS WRC 03 | 0      | 16         | 4          |
| 2002                               | Карлос Сайнс       | Ford Focus RS WRC 02                      | 1      | 3          | 2          |
| 2002                               | Колин МакРей       | Ford Focus RS WRC 02                      | 2      | 4          | 2          |
| 2002                               | Маркко Мартин      | Ford Focus RS WRC 02                      | 0      | 9          | 2          |
| 2002                               | Франсуа Дюваль     | Ford Focus RS WRC 02                      | 0      | -          | 2          |
| Ford Martini                       |                    |                                           |        |            |            |
| 2001                               | Карлос Сайнс       | Ford Focus RS WRC 01                      | 0      | 6          | 2          |
| 2001                               | Колин МакРей       | Ford Focus RS WRC 01                      | 3      | 2          | 2          |
| 2001                               | Франсуа Делекур    | Ford Focus RS WRC 01                      | 0      | 9          | 2          |
| 2000                               | Колин МакРей       | Ford Focus RS WRC 00                      | 2      | 4          | 2          |
| 2000                               | Карлос Сайнс       | Ford Focus RS WRC 00                      | 1      | 3          | 2          |
| 2000                               | Петтер Сольберг    | Ford Focus RS WRC 00                      | 0      | 10         | 2          |
| 2000                               | Тапио Лаукканен    | Ford Focus RS WRC 00                      | 0      | 20         | 2          |
| 1999                               | Колин МакРей       | Ford Focus WRC                            | 2      | 6          | 4          |
| 1999                               | Симон Жан-Жозеф    | Ford Focus WRC                            | 0      | -          | 4          |
| 1999                               | Томас Рандстром    | Ford Focus WRC                            | 0      | 12         | 4          |
| 1999                               | Петтер Сольберг    | Ford Focus WRC                            | 0      | 19         | 4          |
| Ford Motor Co Ltd                  |                    |                                           |        |            |            |
| 1998                               | Юха Канккунен      | Ford Escort WRC                           | 0      | 4          | 4          |
| 1998                               | Бруно Тьери        | Ford Escort WRC                           | 0      | 9          | 4          |
| 1998                               | Ари Ватанен        | Ford Escort WRC                           | 0      | 11         | 4          |
| Ford Repsol                        |                    |                                           |        |            |            |
| 1997                               | Карлос Сайнс       | Ford Escort WRC                           | 2      | 3          | 2          |
| 1997                               | Юха Канккунен      | Ford Escort WRC                           | 0      | 4          | 2          |
| 1997                               | Армин Шварц        | Ford Escort WRC                           | 0      | 8          | 2          |

## Галерея

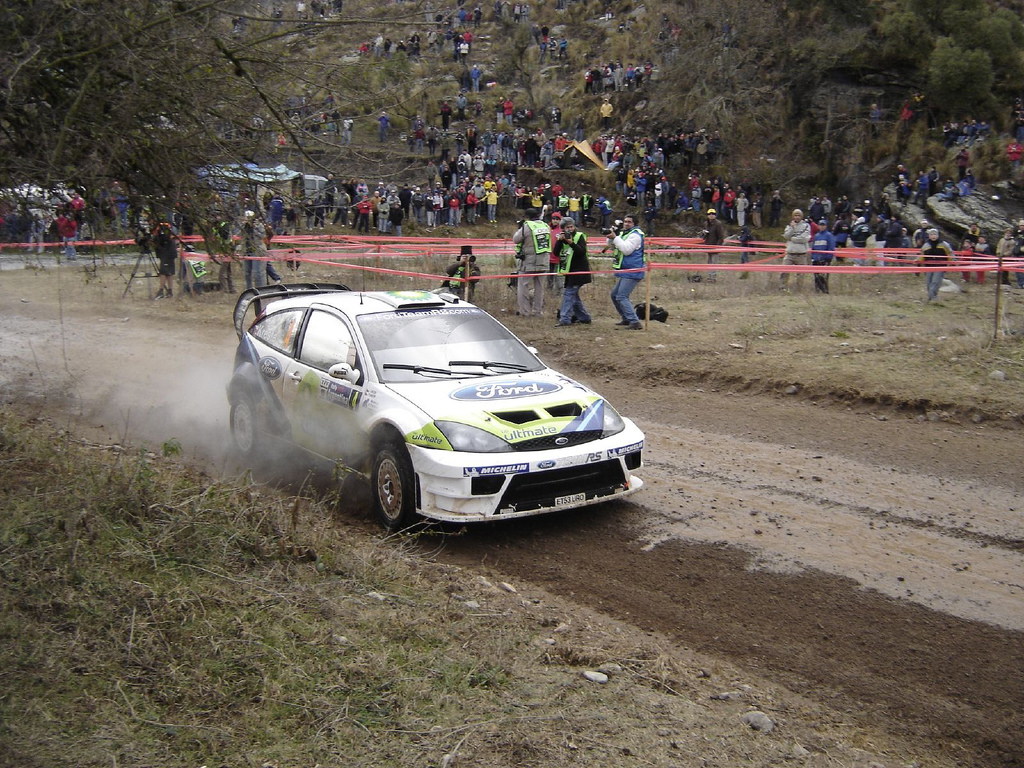
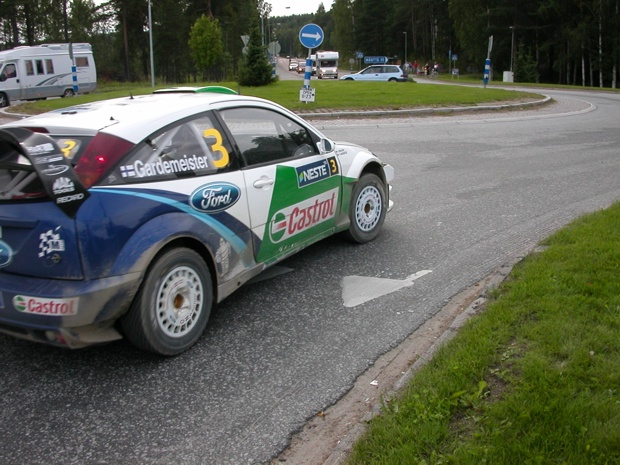
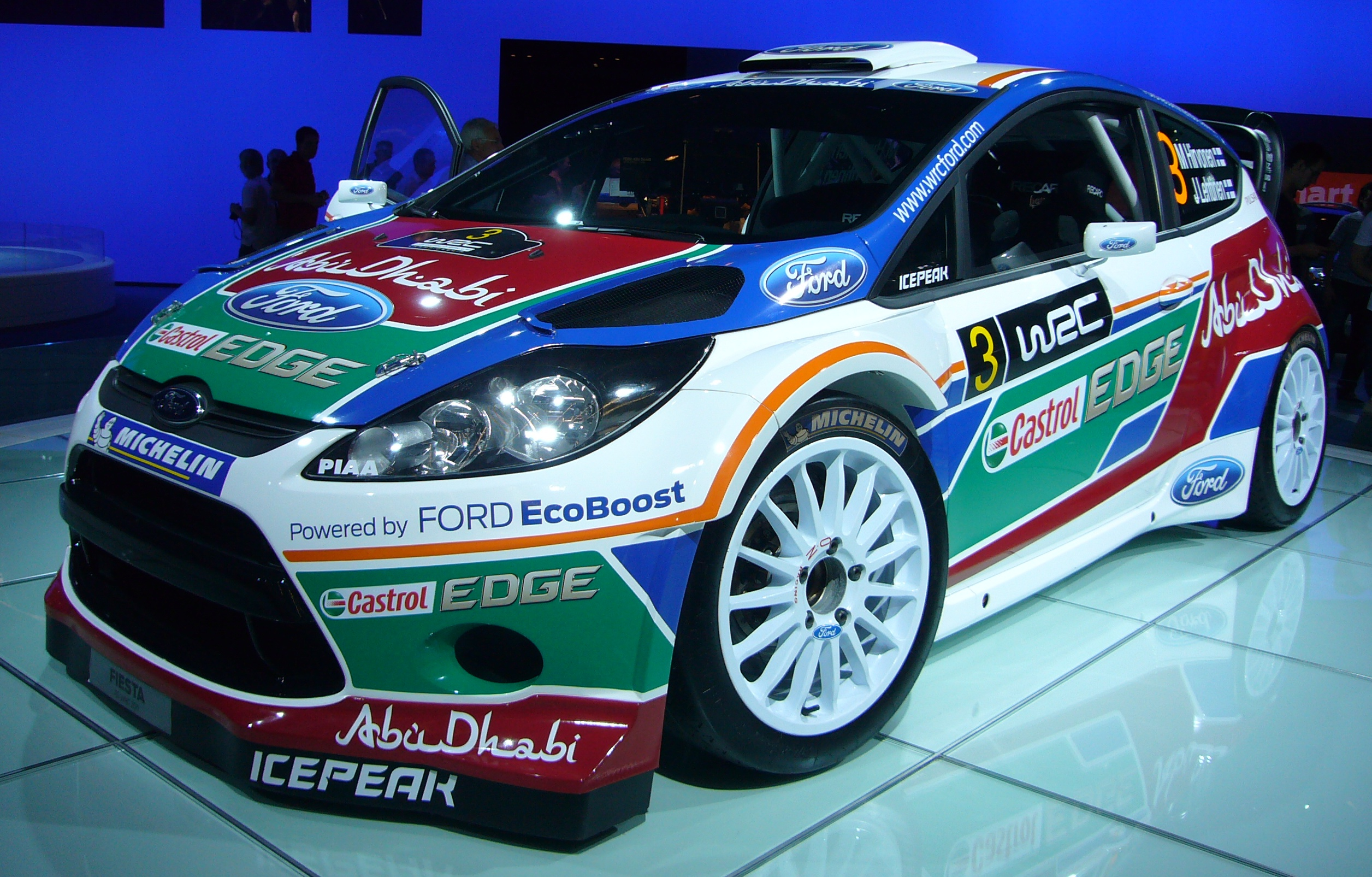
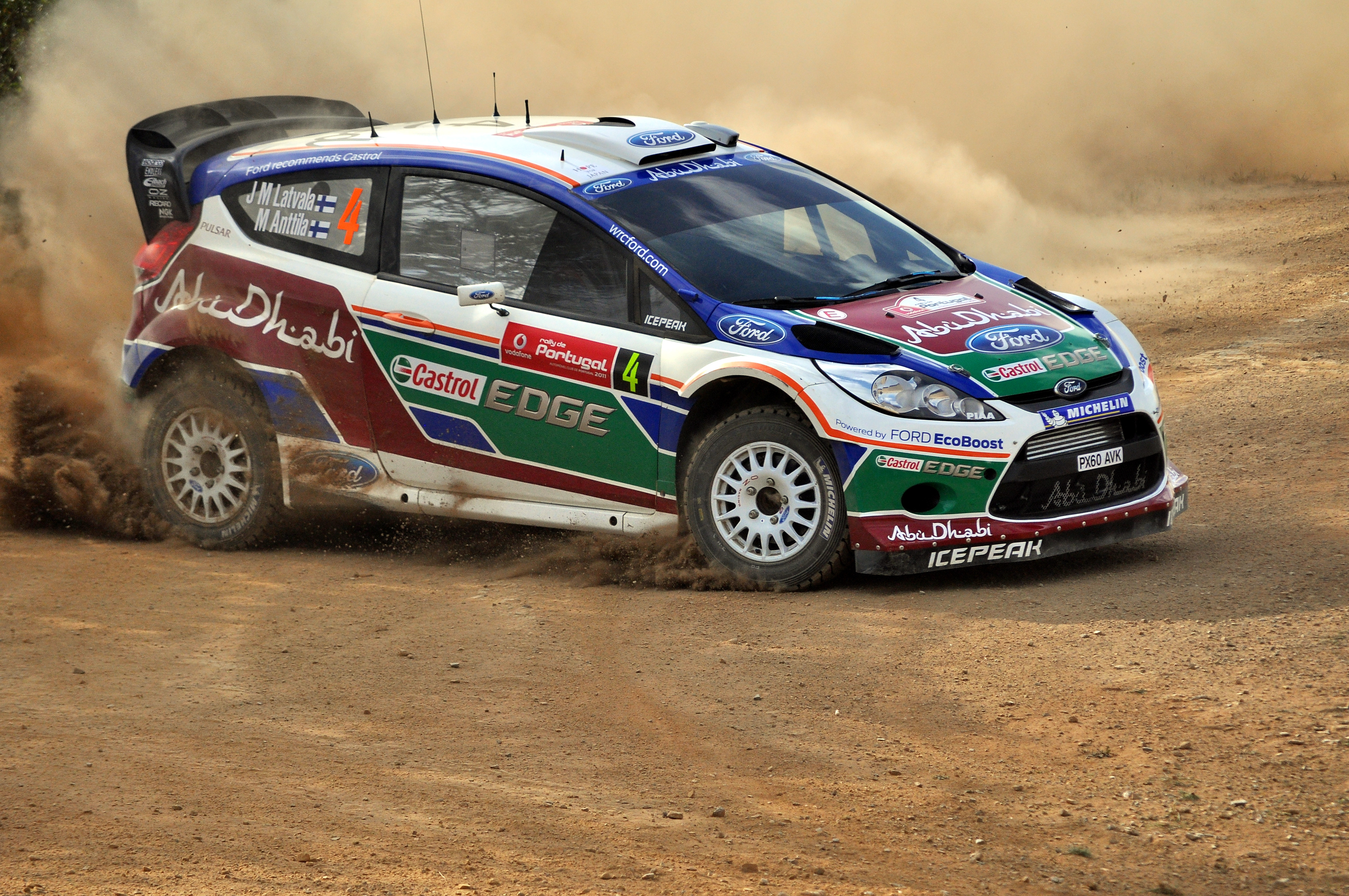
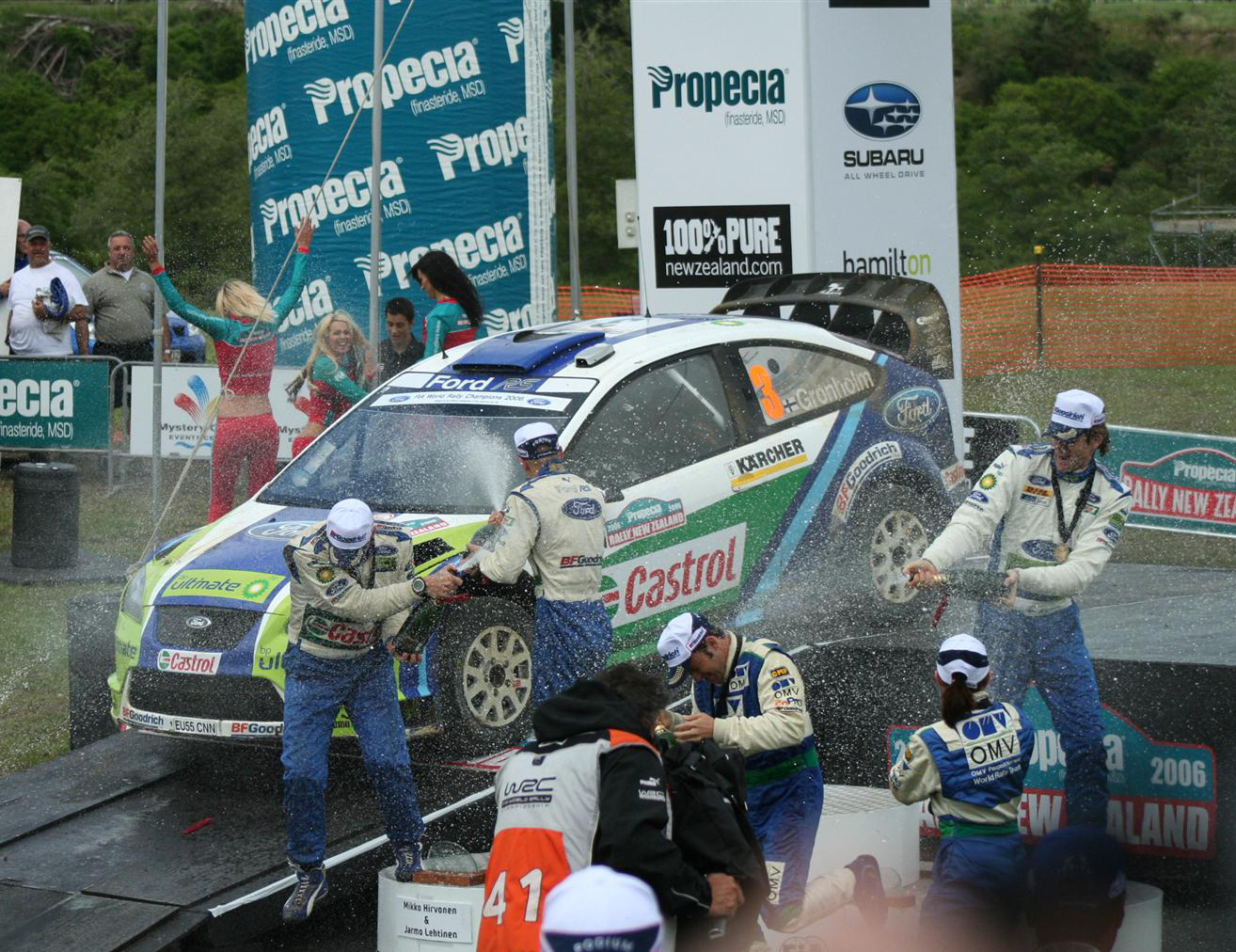
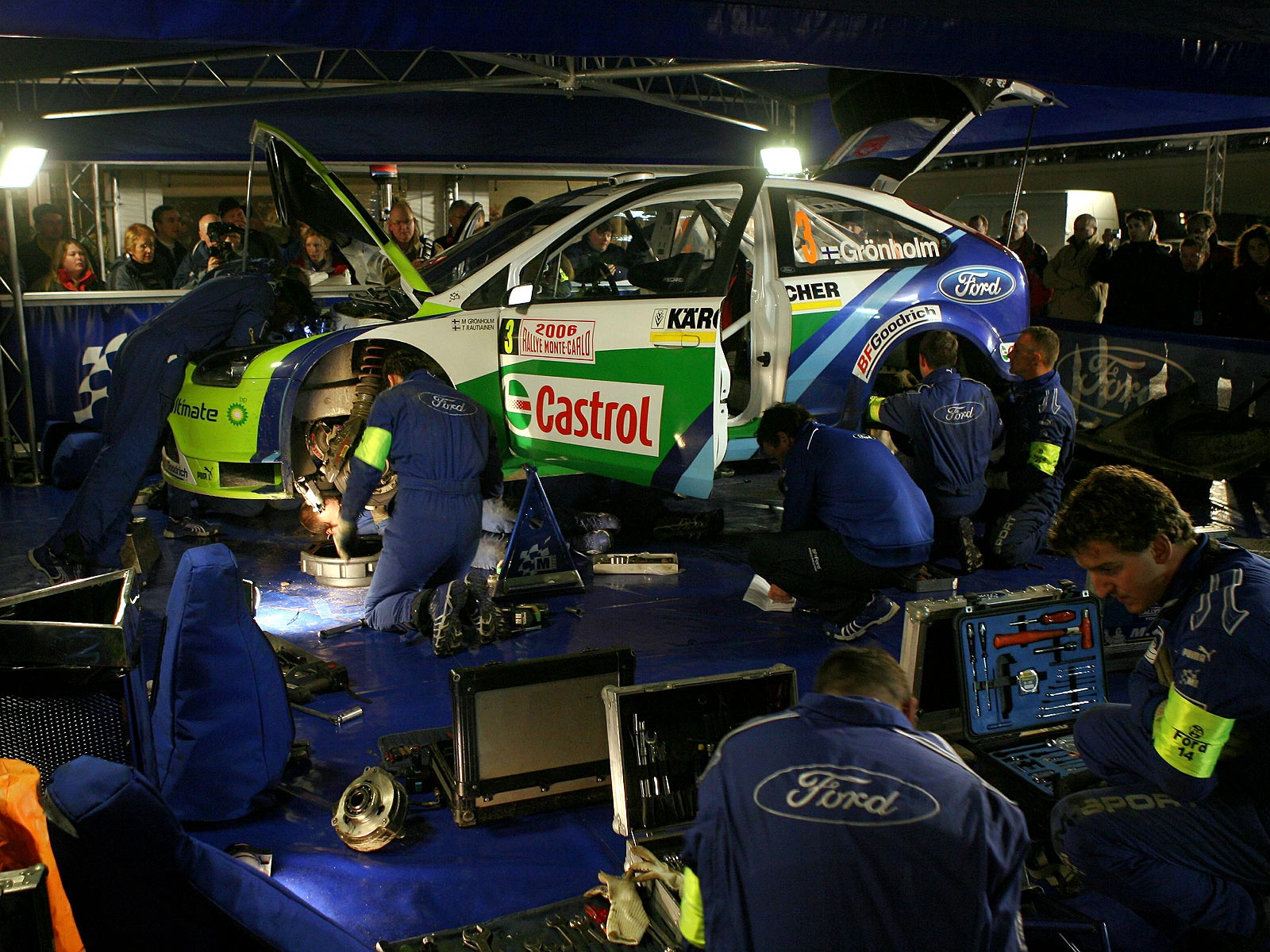
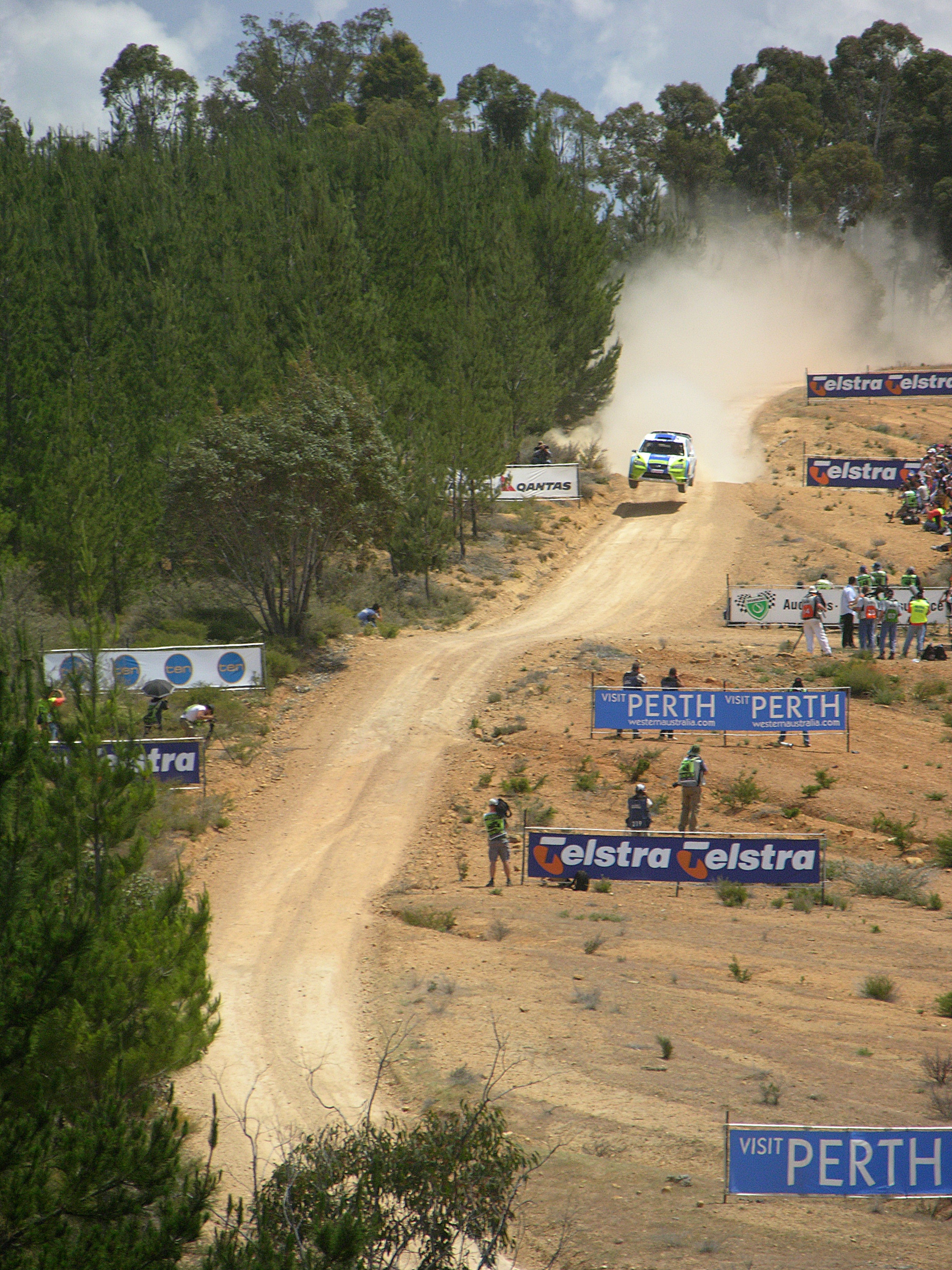
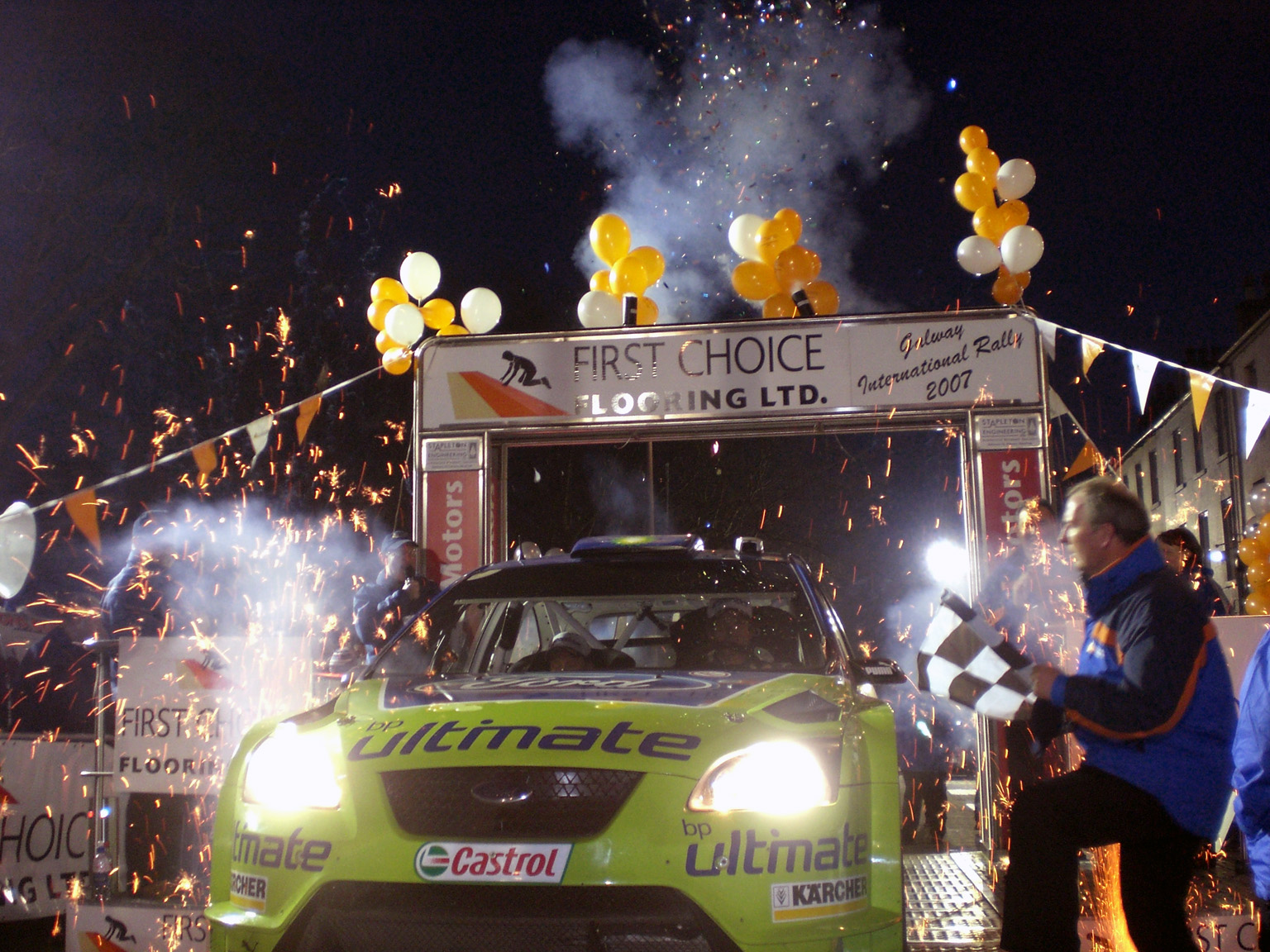